# 間質性肺炎
間質性肺炎（かんしつせいはいえん、英語: interstitial pneumonia、略称: IP）は肺の間質組織の線維化が起こる疾患の総称である。進行して炎症組織が線維化したものは肺線維症（はいせんいしょう）と呼ばれる。間質性肺炎は様々な原因で起こりうるが、特定の原因が断定できないものを特発性間質性肺炎（後述）と呼ぶ。
特発性間質性肺炎は日本の特定疾患で、その予後は臨床診断によって様々である。例えば特発性器質化肺炎 (Cryptogenic organizing pneumonia: COP) は一般に予後良好であるが、特発性肺線維症 (idiopathic pulmonary fibrosis: IPF) 及び急性間質性肺炎 (acute interstitial pneumonia: AIP) については難治性である。

## 原因による分類
感染
ウイルス感染は間質性肺炎の形態をとることがあり、間質性肺炎の鑑別診断の一つとして考慮すべきである。血液疾患などで見られることの多いサイトメガロウイルス肺炎が代表的なものであるが、インフルエンザウイルス等も原因となることがある。
膠原病
関節リウマチ、全身性強皮症、皮膚筋炎、多発性筋炎、MCTDなど線維化を来す膠原病の一症候として間質性肺炎が出現する頻度が高い。特に皮膚筋炎のうち筋症状が乏しいもの (amyopathic DM) に合併するものは急速に進行し予後が悪い傾向がある。
吸入抗原
カビ、キノコの胞子、動物性蛋白質などの原因物質の長期曝露により発症する。
放射線
画像診断程度の線量ではまず発生することはなく、放射線療法程度の強い被曝に起こる。照射野に一致した炎症像を呈する。また、基礎疾患として間質性肺炎のある患者の場合は照射野外にも広範囲に広がる重篤な間質性肺炎を起こす可能性がある。
薬剤性
ブレオマイシン、ゲフィチニブなどの抗癌剤、向精神作用性てんかん治療剤のカルバマゼピン、漢方薬の小柴胡湯、PHMG、インターフェロン、抗生物質などや胆道疾患改善薬（ウルデストン錠）によるものがよく知られている。特にゲフィチニブによるものは日本（人）での発症率が高く、主として先行販売されていた海外でのデータをもとにして薬事承認されていたため上市後に危険性が顕在化することとなり、社会的にも大きな影響を生じた。これらが疑われたときには原因薬剤の速やかな中止が第一となる。

### 特発性
以上に挙げた明確な原因を持たないものは特発性間質性肺炎 (IIPs: Idiopathic Interstitial Pneumonias) と呼ばれ、臨床病型や組織型によりいくつかに分類される。剥離性間質性肺炎、呼吸細気管支炎関連間質性肺炎は喫煙との関連が明らかになっている。
病理学的分類：Liebow (1968) の分類
1. 通常型間質性肺炎 (UIP: usual interstitial pneumoniae)
2. 閉塞性細気管支炎を合併したびまん性肺胞障害 (BIP: bronchiolitis obliterans and diffuse alveolar damage)
3. 剥離型間質性肺炎 (DIP: desquamative interstitial pneumoniae)
4. 巨細胞性間質性肺炎 (GIP: giant cell interstitial pneumoniae)
5. リンパ性間質性肺炎 (LIP: lymphoid inerstitial pnumoniae)

その後、検討され、2002年のATS (American thoracic society) /ERS (European respiratory society) の分類では、以下の7つに分類されることとなった。
1. 通常型間質性肺炎 (UIP: usual interstitial pneumonia) ※特発性肺線維症 (IPF: Idiopathic Pulmonary Fibrosis)
2. 非特異性間質性肺炎 (NSIP: Non-Specific Interstitial Pneumonia)
3. 特発性器質化肺炎 (COP: Cryptogenic Organizing Pneumonia)
4. 剥離性間質性肺炎 (DIP: Desquamative Interstitial Pneumonia)
5. 呼吸細気管支炎関連間質性肺炎 (RB-ILD: Respiratory Bronchiolitis - associated Interstitial Lung Disease)
6. 急性間質性肺炎 (AIP: Acute Interstitial Pneumonia)
7. リンパ球性間質性肺炎 (LIP: Lymphocytic Interstitial Pneumonia)

2013年に分類が改訂され、以下のように分類されるようになった。2019年現在の最新版である。
- 慢性線維化性間質性肺炎
  - 特発性肺線維症 (IPF: Idiopathic Pulmonary Fibrosis)
  - 特発性非特異性間質性肺炎 (NSIP: Non-Specific Interstitial Pneumonia)
- 喫煙関連間質性肺炎
  - 呼吸細気管支炎関連間質性肺炎 (RB-ILD: Respiratory Bronchiolitis - associated Interstitial Lung Disease)
  - 剥離性間質性肺炎 (DIP: Desquamative Interstitial Pneumonia)
- 急性・亜急性間質性肺炎
  - 特発性器質化肺炎 (COP: Cryptogenic Organizing Pneumonia)
  - 急性間質性肺炎 (AIP: Acute Interstitial Pneumonia)

上記の主な6疾患に加えて稀な間質性肺炎としてリンパ球性間質性肺炎、特発性PPFEの2病型が加えられ、またいずれにも該当しない場合には分類不能型間質性肺炎というカテゴリーに入ることとなった。

## 病態概念
通常、肺炎（肺胞性肺炎）という場合には気管支もしくは肺胞腔内に起こる炎症を指すが、間質性肺炎は、肺胞性肺炎とは異なり、肺胞と毛細血管を取り囲む間質と呼ばれる組織に炎症や線維化を引き起こす。肺胞性肺炎とは異なった症状・経過を示す。
肺の線維化
肺コンプライアンスの低下、いわば「肺が硬くなる」状態で、肺の支持組織が炎症を起こして肥厚することで、肺の膨張・収縮が妨げられる。肺活量が低下し、空気の交換速度も遅くなる。
ガス交換能の低下
間質組織の肥厚により毛細血管と肺胞が引き離される。その結果、血管と肺胞の間でのガス交換（拡散）効率が低下し、特に酸素の拡散が強く妨げられる。

## 症状
軽症の場合は無症状のことがある。特に近年ではCTの普及により、ごく初期の間質性肺炎像が見つかることがあり、無症状の間質性肺炎は珍しくない。
咳は代表的な症状の一つで、比較的早期から現れるが、痰を伴わない乾性咳嗽のことが多い（痰は気管支や肺胞の炎症で分泌されるため）。労作時の息切れも比較的早期から現れる症状の一つである。進行すると安静時にも呼吸困難が出現し、低酸素血症・呼吸不全を伴うことがある。

## 所見・診断
理学所見
診察上特徴的なのは胸部聴診音で、パチパチという捻髪音 fine cracklesが知られる。これはマジックテープをはがす音に似ているため、マジックテープのメーカー（ベルクロ社）にちなんでベルクロラ音とも呼ばれる。また、呼吸器障害を反映してばち指がみられることもある。
臨床検査
血液検査では、非特異的だがLDH、血沈の上昇が知られる。特異性の高い所見としてはKL-6の上昇があり、疾患の活動性と相関するとされる。SP-A、SP-Dも上昇するが、肺胞性肺炎でも上昇することがあるため注意が必要である。
診断の上で重要なのが画像検査である。単純X線撮影および胸部CTではすりガラス様陰影 ground-glass opacityが特徴的である。これは、比較的一様に濃度が上がった、ぼやっとした肺陰影である。進行すると線維化を反映して蜂巣状を呈するようになっていく。間質性肺炎の存在は画像診断でほぼ確定することができるが、詳細な病型の診断には臨床経過や肺生検検体の病理所見が必要とされていた。2024年4月からは、外科的肺生検を実施せず認定が可能となった。
呼吸生理学検査では、肺活量、一酸化炭素拡散能の低下がみられる。これは重症度判定の目安になる。間質性肺炎は基本的に拘束性換気障害を呈するため、慢性閉塞性肺疾患(COPD)などの閉塞性肺疾患を合併していない限り、1秒率は低下しない。
6分間歩行試験(6MWT)は、歩行距離や体動時の低酸素血症の有無などで重症度を評価するために行う。歩行距離の短い患者、SpO2 < 90%の低酸素血症を呈した患者は相対的に予後不良であることが知られている。近年、重症度ⅠのIPF患者のうち6MWT後に SpO2 ＜ 90% の低酸素血症を呈した患者でも、低酸素血症を呈さなかった患者と比較して有意に予後不良であることが示されている。
病理所見
病型によって所見が異なるが、硝子膜形成、II型上皮の腫大・増生、肺胞壁への炎症細胞浸潤などがみられる。末期には蜂巣肺となる。

## 治療
病型により治療選択肢および反応性が異なる。例えば特発性器質化肺炎ではステロイドに対する反応性は良好であるが、特発性肺線維症では一部の場合を除きステロイド投与は推奨されない。
一般的には呼吸リハビリテーションと並行し薬物療法が行われるが治療薬への反応は鈍い。炎症が本態である間質性肺炎については、その抑制を目的としてステロイドホルモンや免疫抑制剤が使用される。感染が原因である場合、これらは増悪を招くおそれがある。
間質性肺炎のうち特発性肺線維症に対しても従来は副腎皮質ステロイドや免疫抑制剤が投与されてきたが、現在ではその効果は乏しいことが報告されている。日本では2008年（平成20年）10月6日に抗線維化薬であるピルフェニドンが販売承認され、同年12月に発売された。光線過敏症などの副作用はあるが、呼吸機能低下の進行を抑制する。また、2015年、ニンテダニブが承認された。これは、血小板由来増殖因子受容体(PDGFR)および線維芽細胞増殖因子受容体(FGFR)、血管内皮増殖因子受容体(VEGFR)を標的とする低分子チロシンキナーゼ阻害薬である。線維芽細胞の増殖、遊走および形質転換に関わるシグナル伝達を阻害することで、肺線維化の進行を抑制する。
薬剤起因（薬剤性）の場合、原因薬物の投与を中止する。
対症療法として呼吸不全となった症例に対して酸素投与が行われる。進行して二酸化炭素排泄も不十分となった場合には酸素投与のみでは炭酸ガスナルコーシスを引き起こしかねないため、人工呼吸器の導入が必要となることもある。
根治的な治療として肺移植がある。特発性間質性肺炎のほかに、リンパ脈管筋腫症などの呼吸器疾患が対象となっており、日本では1998年から実施され、2015年末までで464例に施行されている。

## 予後
進行性で治療に抵抗性のものでは数週間で死に至るものもある。慢性的に進行した場合は10年以上生存することも多い。

## 急性増悪
間質性肺炎は、原疾患の病勢、治療薬の副作用、感染症などをきっかけに急激に症状が増悪する場合がある。これを急性増悪といい、管理上の最大の問題となる。急性増悪で悪化した肺の機能は回復することが不可能に近く、緊急的にステロイドパルス療法が行われるが、致死的となることもありうる。したがって、間質性肺炎の患者にとって、急性増悪を起こさないよう、日々の生活に注意することは非常に重要なことである。